# Echinella polypori
Echinella polypori är en tvåvingeart som beskrevs av Boris Mamaev 1965. Echinella polypori ingår i släktet Echinella och familjen gallmyggor. Inga underarter finns listade i Catalogue of Life.